# The Gaslight Anthem
The Gaslight Anthem je americká rocková skupina, založená v roce 2006. Tvoří ji Brian Fallon (zpěv, kytara), Alex Rosamilia (kytara), Alex Levine (baskytara) a Benny Horowitz (bicí, perkuse). Své první album nazvané Sink or Swim skupina vydala v roce 2007; do roku 2014 vydala další čtyři studiová alba. V roce 2013 skupina vystoupila na festivalu Rock for People.

## Diskografie
Studiová alba
- Sink or Swim (2007)
- The '59 Sound (2008)
- American Slang (2010)
- Handwritten (2012)
- Get Hurt (2014)
- History Books (2023)